# شهرستان‌های انگلستان
شهرستان‌های انگلستان (به انگلیسی: Counties of England) تقسیم‌بندی منطقه‌ای در انگلستان است که برای اهداف اداری، علامت‌گذاری جغرافیایی و سیاسی انجام شده است. در انگلستان به غیر از لندن بزرگ و جزایر سیلی، ۸۳ شهرستان وجود دارد. شهرستان‌ها می‌توانند از یک بخش تنها یا از چند بخش تشکیل شده باشند. در آوریل ۲۰۰۹، ۲۷ عدد از این شهرستان‌ها دارای تقسیم‌بندی چند بخشی شدند و به همین دلیل شورای شهرستان در آنها ایجاد شد. شش عدد از این شهرستان‌ها که دارای مراکز شهری و جمعیتی مهم و متعددی هستند با نام شهرستان‌های شهری (شهرستان‌های متروپولیتن) نامیده می‌شوند که البته دارای شورای شهرستانی نیستند، هرچند بعضی از توابع آنها به صورت سازمان یافته‌ای هماهنگ عمل می‌کنند.
تمام انگلستان (به انضمام لندن بزرگ و جزایر سیلی) همچنین به ۴۸ شهرستان تشریفاتی تقسیم می‌شوند که همچنین با نام شهرستان‌های جغرافیایی شناخته می‌شوند. اغلب این شهرستان‌های تشریفاتی با شهرستان‌های اصلی مطابقت دارند، اما در بعضی موارد مرزهای متفاوتی دارند.
- بدفوردشایر
- برکشایر
- بریستول
- باکینگهام‌شایر
- کمبریج‌شایر
- چشایر
- کورن‌وال
- کامبریا
- دربی‌شایر
- دوون
- دورست
- کانتی دورهام
- ریدینگ شرقی یورکشایر
- ساسکس شرقی
- اسکس
- گلاسترشایر
- لندن بزرگ
- منچستر بزرگ
- همپشایر
- هرفوردشایر
- هرتفوردشایر
- جزیره وایت
- کنت
- لانکاشایر
- لسترشایر
- لینکولن‌شایر
- سیتی لندن
- مرزیساید
- نورفک
- نورث‌همپتون‌شایر
- نورث‌آمبرلند
- یورک‌شایر شمالی
- ناتینگهام‌شایر
- آکسفوردشایر
- روتلند
- شروپ‌شایر
- سامرست
- یورک‌شایر جنوبی
- استافوردشایر
- سافک
- ساری
- تاین و ور
- وارویک‌شایر
- میدلندز غربی
- ساسکس غربی
- یورکشایر غربی
- ویلتشایر
- ووسترشایر